# 皇家歌劇院
皇家歌劇院（英語：Royal Opera House）是英國的一座歌劇院，位於倫敦西區科文特花園。皇家歌劇院是英國皇家歌劇團、英國皇家芭蕾舞團、皇家歌劇院管弦樂團的表演主場。皇家歌劇院現在的建築已是第3代建築，立面和玄關、觀眾席是1856年殘存的建築，除此以外的部分則改建於1990年代。皇家歌劇院的歌劇院的觀眾席為圓形，高四層。舞台則長12.20米、高14.80米。觀眾席部分是英國的一級登錄建築。

## 外部連結

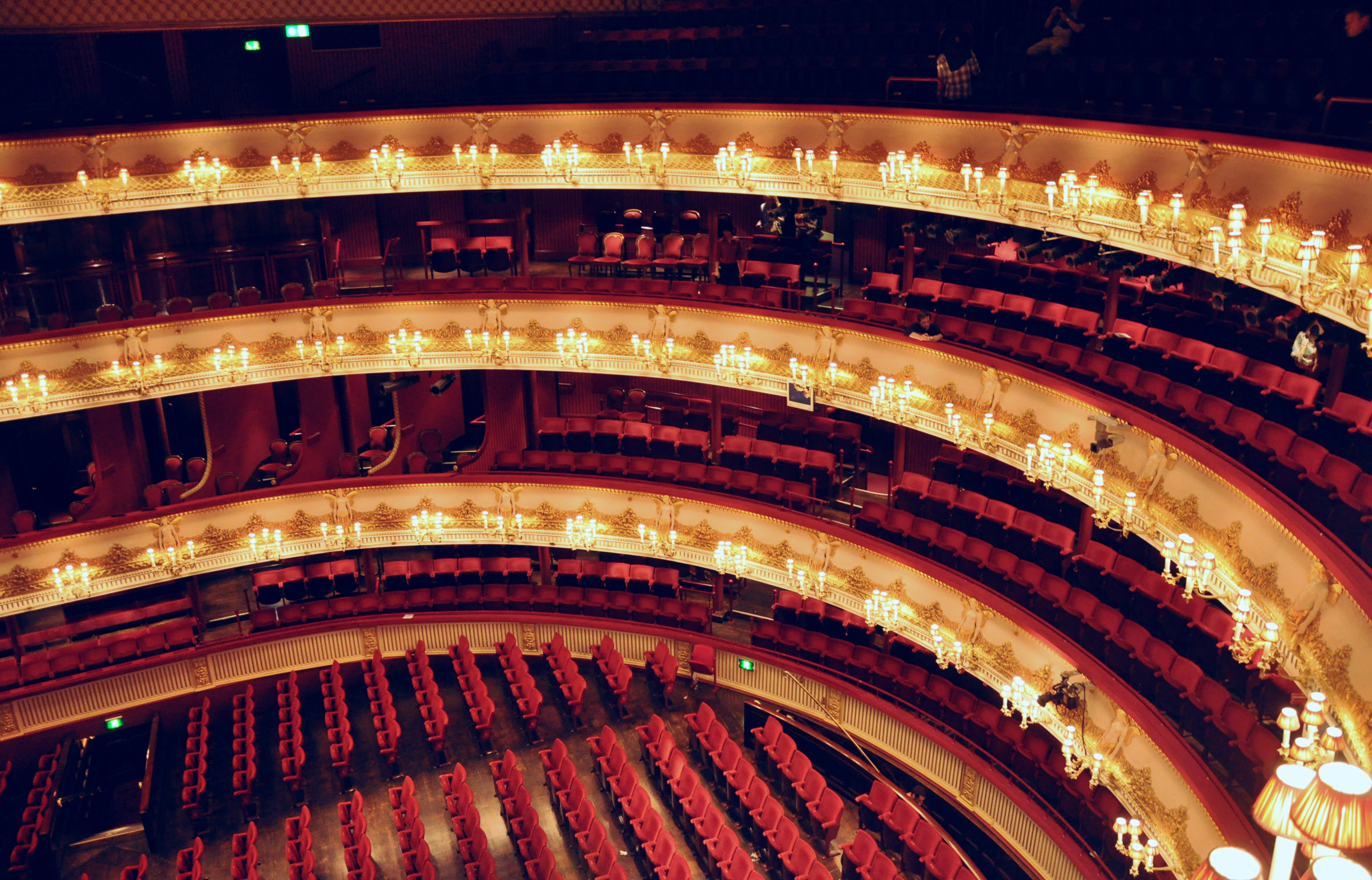
歌劇院内观

- Royal Opera House official website （页面存档备份，存于）
- Royal Opera House Collections Online (Archive Collections Catalogue and Performance Database) （页面存档备份，存于）